# 강릉시의 지질

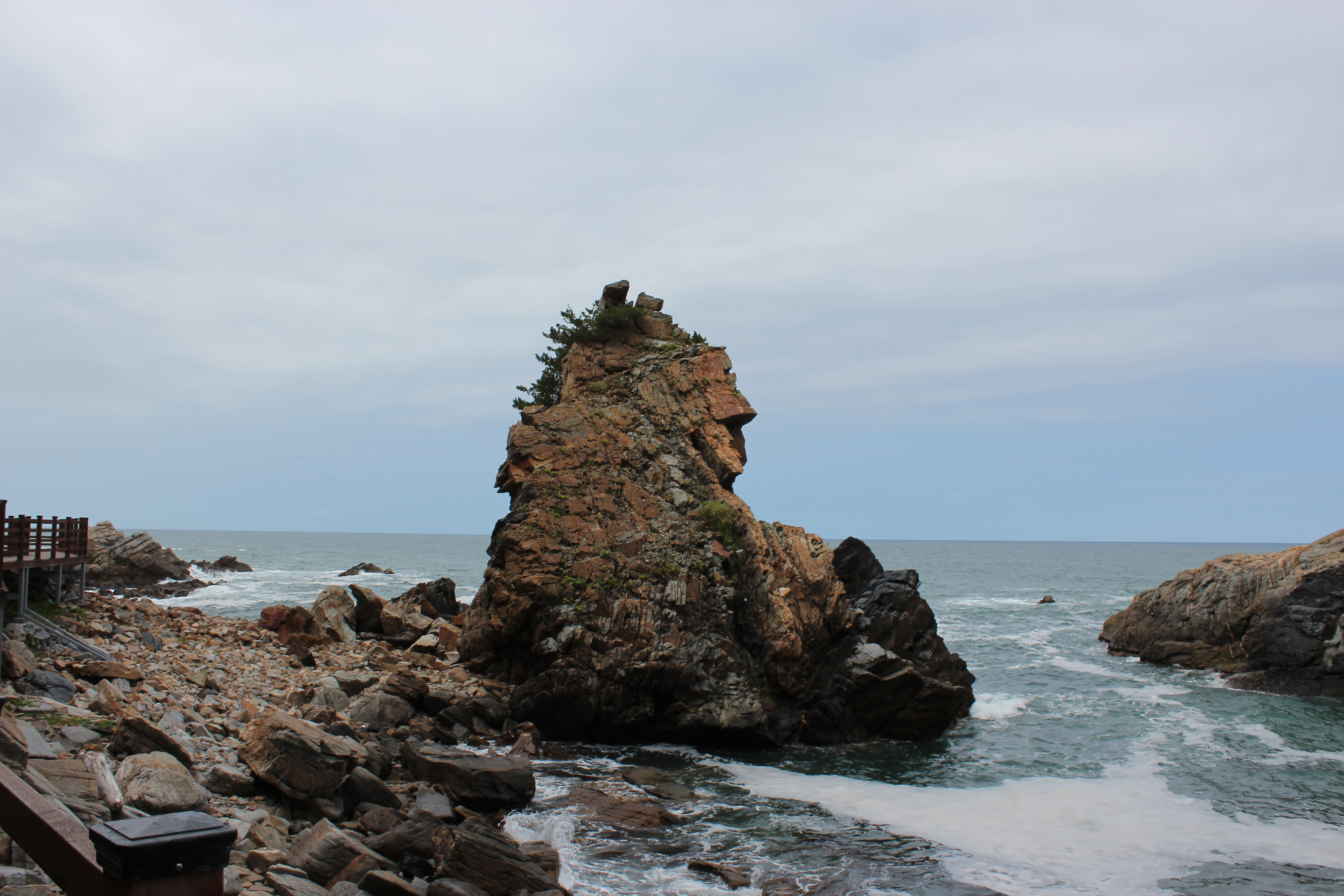
정동진 지역의 투구바위와 정동심곡 바다부채길

본 문서에서는 강원특별자치도 강릉시의 지질과 무연탄 산지인 강릉탄전에 대해 설명한다.

## 개요
강원특별자치도 강릉시 지역은 선캄브리아기 경기 지괴/경기 육괴 동부 끝 지역에 위치하나 선캄브리아기의 암석은 강릉시 연곡면 서부 오대산, 진고개 지역에만 소규모 분포하고 강릉시 시내와 주문진읍, 사천면, 대관령, 왕산면 지역에는 평창군 지역에서 넘어온 중생대 쥐라기의 대보 화강암이 넓게 분포하며 강릉시 중동부 매봉산(820 m)~강동면~정동진 지역에는 소위 강릉탄전이라 하여 고생대 말의 평안 누층군이 분포하고 강릉시 남부 석병산 지역에는 조선 누층군의 석회암 지층이 분포한다. 1:5만 지질도폭 상으로,
- 북분리 지질도폭(1975) 남동부 (연곡면 삼산리, 퇴곡리, 주문진읍 삼교리)
- 강릉·주문진 지질도폭(2011) 전역 (주문진읍 동부, 연곡면 동부, 사천면 동부, 강릉시내, 성산면, 대관령, 구정면, 강동면 북부)[2]
- 오대산 지질도폭(1975) 북동부 (연곡면 삼산리, 진고개)

에 해당한다.

## 선캄브리아기편마암
선캄브리아기의 편마암류는 오대산에 가까운 연곡면 삼산리 서부 지역에만 소규모로 분포한다.

## 고생대조선 누층군
강릉시 내에서 고생대 초기의 퇴적암 지층 조선 누층군은 강릉시 옥계면 산계리, 북동리 및 석병산 지역에 분포한다. 대부분 석병산 석회암층이고 산계리 일부 지역에는 풍촌 석회암층이 분포한다. 

### 석병산 석회암층
석병산 석회암층(Os; Ordovician Seokbyeongsan limestone formation)은 강릉 지역에 분포하는 조선 누층군의 최상위 지층이며, 오르도비스기 지층에 해당한다. 손치무(1966)에 의하면 석병산 석회암층은 옥계면 금진리, 강동면 임곡리에 소규모 분포하며 백색, 회색 또는 홍색 석회암으로 구성된다. 강릉 지질도폭(2012)에 의하면 평안 누층군 만항층에 의해서 부정합으로 덮인다. 이 지층은 태백-삼척 지역에 분포하는 조선 누층군의 막동 석회암층에 대비되는 것으로 보인다. 석병산층은 괴상(塊狀) 내지 미약한 엽리상의 유백색 내지 청회색의 석회암으로 구성되며, 백운암과 셰일이 협재된다. 강릉시 남부 왕산면 도마리와 강동면 임곡리에 분포한다.
왕산면 도마리의 석병산층은 도마천을 따라서 발달하는 북서 방향의 배사구조 축부에 노출된다. 석병산층을 노출시킨 배사구조는 양쪽 날개가 모두 북동 방향으로 경사하는 등사습곡의 형태를 가지며, 이 배사구조에 의해서 만항층, 중부 평안 누층군, 상부 평안 누층군이 차례대로 반복된다. 배사 구조의 북동쪽 날개에서는 북서 방향의 단층이 발달하여, 석병산층과 상부 평안 누층군이 직접 접한다.
강동면 임곡리의 석병산층은 임곡천 서쪽에 북북동 방향으로 길게 분포한다. 지층의 동쪽 경계는 임곡 단층이며, 서쪽 경계는 만항층과 접한다.

### 지질 유산
옥계면 산계리 산 428 (N 37°34'26.1", E 128°54'50.1")에 위치한 산계리 옥계 석회암동굴 또는 석화동굴은 석병산 석회암층 내에 전체적으로 남-북 방향으로 발달하고 총 연장 750 m이다. 국내에서는 석고(gypsum) 동굴 생성물이 발견되는 최대 약 0.6%의 동굴 중 하나로 보고되었으며 동굴 내 대광장은 단일 광장으로서 국내 최대 규모를 보인다. 종유관, 종유석, 석순, 석주 등 다양한 종류의 동굴 생성물이 발달하며 석화(anthodite)의 발달이 우세하다. 1980년 강원도 지방문화재 제37호로 지정된 후 연구 및 조사 목적 이외의 동굴 출입이 제한되어 있으나 기존의 동굴 훼손 상태가 심각한 편이다.
강동면 임곡2리 산 340 (N 37°40'22.00", E 128°57'58.90")에 위치한 임곡동굴은 임곡초등학교를 지나 절골 방향으로 약 500 m 지점, 입구 표고 155 m 도로변에 발달한다. 이곳의 석병산 석회암층은 주로 담회색 내지 백색의 결정질 석회암으로 구성되며 곳에 따라 돌로마이트질 석회암과 돌로마이트가 나온다. 총 연장 570 m의 동굴은 구간에 따라 다층 구조를 보이고 대부분이 풍부한 지하수 수량을 보이는 수로로 구성되어 있다. 임곡동굴은 정북~북동 내지 북서 방향으로 발달하며 양호한 보존 상태를 유지하고 있다. 현재 전면적인 동굴 출입이 제한되어 있다.

## 고생대평안 누층군과 강릉탄전
안인리에서 묵호동에 이르는 동해안 일대와, 대관령 동방 4 km 지역에서부터 강릉 남방 12 km 지점인 만덕봉 부근에까지 이르는 지역은, 석탄이 산출되어 소위 강릉탄전(江陵炭田)으로 불리는 지역이다. 강릉탄전 지역에 분포하는 고생대 퇴적암은 과거 하부로부터 홍점층, 사동층, 고방산층으로 분류되었으나 이후 하부로부터 고생대 오르도비스기의 석병산층, 고생대 석탄기의 만항층, 금천층과 페름기의 장성층, 함백산층, 망덕산층, 언별리층으로 구별되어 왔다. 그러나 강릉 지질도폭(2012)에서는 금천층과 장성층이 구분되지 않는다며 지층 구분을 더 간소화하였다. 이중 석병산층은 조선 누층군에, 나머지는 평안 누층군에 해당한다.

### 손치무의 분류
손치무(1966)는 강릉탄전 동부의 평안 누층군을 홍점층, 임곡층, 기마층, 정동층으로 구분하고 이들의 관계를 모두 부정합으로 보았다.
- 홍점층은 평안 누층군의 최하부 지층으로 석병산 석회암층과 부정합 관계이며 그 경계 부근에서 산출되는 백색석회암, 홍색/담녹색의 변질셰일은 홍점층에 포함되지 않는다. 홍점층은 주로 (담)홍색, 담황색 셰일로 구성된다.
- 임곡층은 과거 사동통(사동층군)의 하부에 해당하며 회/흑색 조립질사암, 흑색 사질셰일, 흑색 및 탄질셰일, 암흑색 사암으로 구성되고 1매의 석탄층이 협재된다. 본 층의 두께는 25 m 이하이다.
- 기마층(騎馬層)은 금진리 북서부 기마봉(381.7 m)에서 유래되었으며 상부와 하부로 나누어진다. 하부는 중/조립질사암, 흑색 셰일, 탄질셰일로 구성되고 1매의 저질 탄층이 협재된다. 상부는 암석의 색으로 하부와 구별되며 담적색, 적자색, 회색 및 흑색셰일, 사질셰일, 갈회색 조립사암, 운모질셰일 등으로 구성되고 기저에 갈회색 또는 자색의 사암이 있으며 곳에 따라서는 각력암이 관찰된다.
- 정동층은 과거 고방산층에 해당하며 주로 담회색 내지 담갈색의 조립질사암으로 구성되고 기저부에 각력층이 있다. 지층의 상한이 없으나 지층의 두께는 최대 120 m이다.

### 만항층
만항층(Manhang formation)은 평안 누층군의 최하부인 석탄기 지층으로 과거의 홍점층에 해당하며, 하부 지층인 석병산층을 부정합으로 덮는다.
상부 고생대의 층서연구(1990)에 의하면 강릉탄전의 만항층은 저색, 녹색, 회색 셰일, 녹회색 세립/조립사암, (녹)회색의 셰일과 실트스톤으로 구성되며 회색, 유백색 내지 담홍색 석회암이 협재되고 지층의 두께는 약 300 m이다.
강릉 지질도폭(2011)에 의하면 강릉탄전의 만항층은 다른 탄전의 만항층에 비해서 분포 면적이 넓고 두껍다. 강릉 지역의 만항층은 일반적으로 주로 담녹색 천매암 또는 셰일, 회색 내지 암회색 셰일이나 세립질 사암으로 구성되며, 특징적으로 다른 지역에서 잘 나타나는 적색 내지 적회색의 셰일이나 사암이 거의 관찰되지 않는다. 만항층 내에는 백색의 석회암이 렌즈상으로 협재하며, 중부에 2개의 얇은 석탄층이 보고되어 있다. 만항층은 석병산층과 마찬가지로 강릉시 왕산면 도마리와 강릉시 강동면 임곡리의 두 지역에서 석병산층과 인접하여 분포한다.
왕산면 도마리에 분포하는 만항층은 녹회색 내지 회색의 천매암이 가장 우세하며, 점판암, 세립질 사암, 석회암이 일부 협재한다.
강동면 임곡리 지역에서 만항층은 임곡 단층의 서편과 동편에 모두 분포한다. 서편에서는 석병산층의 상부에 부정합적으로 놓이며, 동편에서는 석병산층과 접하는 부분 없이 넓은 지역에 걸쳐서 분포한다. 임곡 단층 동편으로 넓게 분포하는 것은 최소 3개 이상의 남-북 방향의 향사와 배사가 발달하면서 지층이 반복되기 때문인 것으로 해석된다. 임곡 단층 동편의 만항층은 임곡교회 부근까지 분포하고, 임곡단층 서편에서는 강릉승마장 부근까지 분포하여, 임곡단층에 따른 만항층의 겉보기 수평 변위량은 약 2.9 km에 이른다.

### 금천층
금천층(Geumcheon Formation)은 과거의 상부 홍점층에 해당하며 암회색 사암, 흑색 세립질사암, 사질셰일과 셰일로 구성되고 2매 이상의 렌즈상 석회암을 협재한다. 이 석회암층준에서 4종의 방추충 화석과 기타 유공충의 화석이 보고되어 있다. 지층의 두께는 80~120 m이다.

### 장성층
장성층(Jangseong Formation)은 (암)회색의 중-조립사암과 암회색 및 흑색사암으로 구성되며 수 매의 석탄층이 협재되어 있다. 셰일층에는 Annularia, Cordaites, Stigmaria, Tingia, Tingiostachya 등의 식물 화석이 보고되어 있다. 지층의 두께는 150 m 정도이다.

### 함백산층과 심곡리-금진리 해안도로
함백산층(Hambaeksan Formation)은 과거의 고방산층 하부에 해당하며 유백색, (담)회색, 담녹색의 (극)조립사암과 담녹색-(녹)회색 세립사암으로 구성되며 박층의 흑색/암회색 셰일과 사암을 협재한다. 지층의 두께는 약 200 m이다. 정동심곡바다부채길과 강릉시 강동면 심곡리와 옥계면 금진리를 잇는 해안도로 헌화로를 따라 아래 사진과 같이 함백산층의 노두와 배사 및 향사 습곡 구조가 대규모로 드러나 있다. 
심곡리-금진리 해안의 평안 누층군 함백산층 노두
- 금진항 (강릉시)의 노두와 이를 관입한 암맥
북위 37° 39′ 06.3″ 동경 129° 02′ 58.1″ / 북위 37.651750°  동경 129.049472°
- 북위 37° 39′ 46.2″ 동경 129° 03′ 20.4″ / 북위 37.662833°  동경 129.055667°
- 북위 37° 39′ 47.8″ 동경 129° 03′ 20.6″ / 북위 37.663278°  동경 129.055722°
- 북위 37° 39′ 48.7″ 동경 129° 03′ 18.1″ / 북위 37.663528°  동경 129.055028°
- 평안 누층군 함백산층의 조립사암층으로 석영맥이 관입하였다.
북위 37° 39′ 47.0″ 동경 129° 03′ 20.0″ / 북위 37.663056°  동경 129.055556°
- 북위 37° 39′ 47.1″ 동경 129° 03′ 19.9″ / 북위 37.663083°  동경 129.055528°
- 북위 37° 39′ 48.6″ 동경 129° 03′ 18.5″ / 북위 37.663500°  동경 129.055139°
- 평안 누층군 함백산층에 형성된 풍화구조로 작은 구멍이 있다.
북위 37° 39′ 48.8″ 동경 129° 03′ 18.4″ / 북위 37.663556°  동경 129.055111°
- 하부 백색층과 상부 암회색층. 서쪽으로 기울어 있다.
북위 37° 39′ 37.3″ 동경 129° 03′ 22.4″ / 북위 37.660361°  동경 129.056222°
- 습곡과 단층 구조로 층리가 변화한다.
북위 37° 39′ 34.8″ 동경 129° 03′ 21.5″ / 북위 37.659667°  동경 129.055972°
- 지층은 서측으로 경사한다.
북위 37° 39′ 35.5″ 동경 129° 03′ 21.5″ / 북위 37.659861°  동경 129.055972°
- 이암과 사암의 호층으로 배사 습곡구조가 형성되어 있다.
북위 37° 39′ 36.8″ 동경 129° 03′ 22.2″ / 북위 37.660222°  동경 129.056167°
- 암회색층 내 단층 구조
북위 37° 39′ 36.5″ 동경 129° 03′ 21.9″ / 북위 37.660139°  동경 129.056083°
- 대규모 향사 습곡 구조
북위 37° 39′ 29.7″ 동경 129° 03′ 22.6″ / 북위 37.658250°  동경 129.056278°
- 함백산층을 관입한 암맥 구조
북위 37° 39′ 30.4″ 동경 129° 03′ 22.3″ / 북위 37.658444°  동경 129.056194°
- 북위 37° 39′ 29.3″ 동경 129° 03′ 22.3″ / 북위 37.658139°  동경 129.056194°
- 사층리
북위 37° 39′ 31.7″ 동경 129° 03′ 23.7″ / 북위 37.658806°  동경 129.056583°
- 북위 37° 39′ 23.1″ 동경 129° 03′ 20.0″ / 북위 37.656417°  동경 129.055556°

#### 정동심곡바다부채길
정동심곡 바다부채길은 강릉시 강동면 심곡리와 정동진리 해안에 설치된 2.6km의 해안길로, 이 해안길을 따라 아래 사진과 같이 평안 누층군의 노두가 대규모로 드러나 있어 평안 누층군의 여러 암석과 층리, 습곡, 암맥 등 다양한 지질구조를 관찰할 수 있다. 과거 고방산층군으로 분류된 이 지층은 주로 사암으로 구성되며 셰일층이 협재되고 해안을 따라 시스텍이 분포한다. 셰일층에는 식물 화석 등이 확인되었다. 이 길은 강동면 심곡리 심곡항 북쪽의 매표소에서 정동진 해안단구의 썬쿠르즈리조트 부근의 매표소까지 이어지며 중간에 부채바위, 투구바위 등의 명소가 있고 입장료는 성인 5,000원이다. 이 길은 바다와 퇴적암인 평안 누층군으로 구성된 절벽에 아주 가까워 월파와 낙석에 주의하여야 한다.
정동심곡 바다부채길의 평안 누층군
- 서쪽으로 경사진 평안 누층군의 층리
북위 37° 39′ 59.8″ 동경 129° 03′ 16.8″ / 북위 37.666611°  동경 129.054667°
- 평안 누층군의 조립질사암
북위 37° 40′ 01.5″ 동경 129° 03′ 18.0″ / 북위 37.667083°  동경 129.055000°
- 평안 누층군의 조립질사암
북위 37° 40′ 02.0″ 동경 129° 03′ 18.8″ / 북위 37.667222°  동경 129.055222°
- 평안 누층군을 관입한 암맥
북위 37° 40′ 01.9″ 동경 129° 03′ 18.7″ / 북위 37.667194°  동경 129.055194°
- 북위 37° 40′ 01.9″ 동경 129° 03′ 18.7″ / 북위 37.667194°  동경 129.055194°
- 평안 누층군을 관입한 암맥
북위 37° 40′ 02.3″ 동경 129° 03′ 19.0″ / 북위 37.667306°  동경 129.055278°
- 남서쪽으로 경사진 평안 누층군
북위 37° 40′ 06.2″ 동경 129° 03′ 21.0″ / 북위 37.668389°  동경 129.055833°
- 남서쪽으로 경사진 평안 누층군
북위 37° 40′ 07.5″ 동경 129° 03′ 22.9″ / 북위 37.668750°  동경 129.056361°
- 부채바위와 서쪽으로 경사하는 평안 누층군
북위 37° 40′ 21.6″ 동경 129° 03′ 24.9″ / 북위 37.672667°  동경 129.056917°
- 평안 누층군의 사층리
북위 37° 40′ 18.5″ 동경 129° 03′ 25.4″ / 북위 37.671806°  동경 129.057056°
- 북위 37° 40′ 33.3″ 동경 129° 03′ 19.3″ / 북위 37.675917°  동경 129.055361°
- 북위 37° 40′ 34.5″ 동경 129° 03′ 18.5″ / 북위 37.676250°  동경 129.055139°
- 북위 37° 40′ 34.5″ 동경 129° 03′ 18.3″ / 북위 37.676250°  동경 129.055083°
- 북위 37° 40′ 35.8″ 동경 129° 03′ 14.4″ / 북위 37.676611°  동경 129.054000°
- 투구바위 정면
북위 37° 40′ 38.5″ 동경 129° 03′ 10.8″ / 북위 37.677361°  동경 129.053000°
- 투구바위 측면
- 투구바위 부근 습곡
북위 37° 40′ 37.5″ 동경 129° 03′ 12.9″ / 북위 37.677083°  동경 129.053583°
- 평안 누층군을 관입한 암맥
북위 37° 40′ 40.5″ 동경 129° 03′ 08.8″ / 북위 37.677917°  동경 129.052444°
- 서쪽으로 경사진 평안 누층군
북위 37° 40′ 40.7″ 동경 129° 03′ 08.4″ / 북위 37.677972°  동경 129.052333°
- 평안 누층군을 관입한 암맥
북위 37° 40′ 42.2″ 동경 129° 03′ 07.7″ / 북위 37.678389°  동경 129.052139°
- 경사층
북위 37° 40′ 42.8″ 동경 129° 03′ 06.9″ / 북위 37.678556°  동경 129.051917°
- 하부 백색사암과 상부 흑색셰일
북위 37° 40′ 43.1″ 동경 129° 03′ 05.4″ / 북위 37.678639°  동경 129.051500°
- 북위 37° 40′ 51.1″ 동경 129° 02′ 56.6″ / 북위 37.680861°  동경 129.049056°
- 북위 37° 40′ 52.0″ 동경 129° 02′ 55.3″ / 북위 37.681111°  동경 129.048694°
- 평안 누층군을 관입한 암맥
북위 37° 40′ 42.8″ 동경 129° 03′ 07.4″ / 북위 37.678556°  동경 129.052056°
- 해안의 경사층
북위 37° 40′ 05.8″ 동경 129° 03′ 21.0″ / 북위 37.668278°  동경 129.055833°

### 망덕산층
망덕산층(Mangdeoksan Formation)은 함백산층을 정합으로 덮으며 암회색 사암과 셰일로 구성된다. 지층의 두께는 250 m이며 삼척탄전 지역의 도사곡층에 대비되는 것으로 보인다.

### 언별리층
언별리층(Unbyeolri Formation)은 담녹회색 및 백색 사암과 담녹색 셰일로 구성되며 지층의 두께는 약 250 m이다.

### 강릉 지질도폭의 평안 누층군

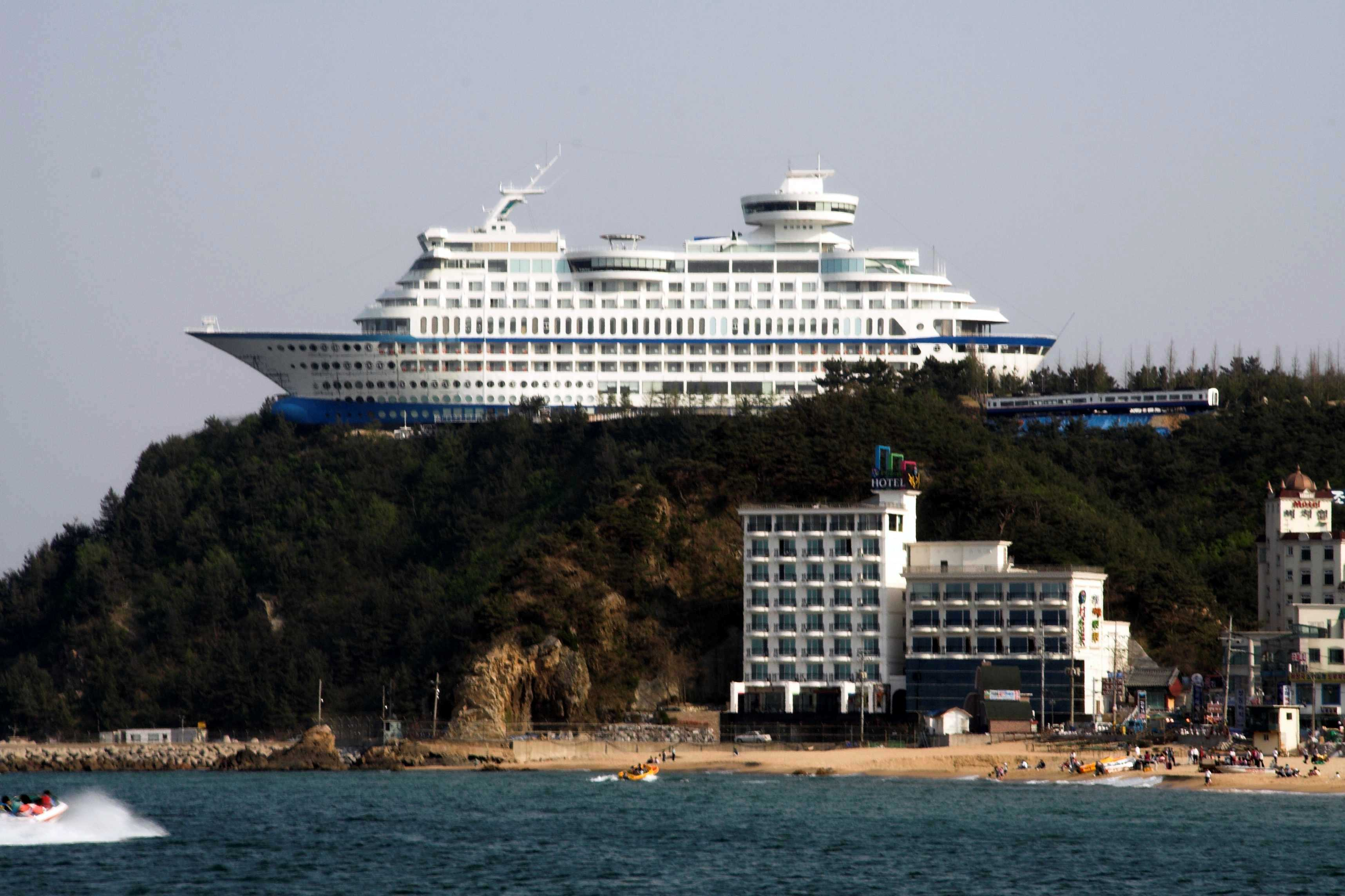
정동진 썬크루즈 호텔과 그 옆의 평안 누층군

강릉 지질도폭(2011)에서는 강릉탄전의 평안 누층군을 만항층과 중부 및 상부 평안 누층군으로 구분하였다.
중부 평안 누층군(CPmp; middle pyeongan supergroup)은 금천층과 장성층에 해당하는 지층으로 과거의 사동층에 해당한다. 두 지층을 하나로 묶은 이유는 많은 지역에서 금천층과 장성층의 구분이 힘들고, 금천층의 분포가 넓지 않기 때문이다. 
중부 평안 누층군의 하한은 만항층 상위로 색이 어두워지기 시작하는 부분이며, 상한은 상부 평안누층군의 유백색 사암이 시작하는 지점이다. 하한과 상한은 모두 정합적인 관계이다. 주요 암상은 암회색 셰일, 실트암, 세립질사암 등으로 대부분 천매암화되어 있으며, 탄질셰일이 협재한다. 중부 평안누층군의 상부에 해당하는 장성층에는 4매의 무연탄층이 협재하며, 페름기를 지시하는 Annularia, Cordaites, Stigmaria, Tingia 등의 식물 화석이 보고되었다. 왕산면 도마리와 강동면 모전리 등지에 분포한다. 중부 평안누층군 상위에 해당하는 장성층이 분포한 곳을 따라서 과거에 지암탄광, 영동탄광, 동림탄광 등이 줄지어 개발되었으며, 그 흔적이 지금도 많이 남아있다. 
중부 평안 누층군은 강릉시 왕산면 도마리와 구정리에서는 습곡에 의해 만항층]과 상부 평안 누층군 사이에 노출된다. 특히, 강릉시 구정면 언별리와 강동면 안인진리에서는 중부 평안 누층군이 역단층에 의해서 여러 차례 반복된다. 언별리 단경골에서 망덕봉으로 올라가는 능선에서는 2개의 역단층에 의해서 상부 평안 누층군 내에 중부 평안 누층군이 두 번 반복된다. 이는 능선의 남쪽 골짜기에서도 확인된다. 임곡 단층 동편의 강동면 안인진리에서도 3개의 역단층에 의해서 중부 평안 누층군이 세 번 반복된다.
상부 평안 누층군(Pup; upper pyeongan supergroup)은 함백산층, 망덕산층, 언별리층에 해당하는 지층이다. 내부에 북서-남동 내지 남북 방향의 습곡 구조가 많이 발달하여 강릉 지역의 평안 누층군 중에서 가장 넓게 분포하며, 구정면 구정리와 강동면 언별리 일대에서 중생대 화강암과 접촉한다. 
상부 평안 누층군은 중부 평안 누층군을 정합으로 덮으며, 전체적으로 유백색 내지 연회색의 사암 또는 규암이 우세하고, 천매암질 사암이나 실트암이 협재한다.
평안 누층군의 지질 계통표와 층서는 다음과 같다. 평안 누층군을 대상으로 한 조사가 대부분 석탄을 목적으로 하였기 때문에, 탄전(炭田)이란 명칭을 사용한다.
| 지질 시대                      | 지질 시대                    | 지질 시대    | 지역     | 지역       | 지역          | 지역     | 지역     | 지역     | 지역     | 지역     |
| 기                             | 세                           | 절           | 삼척탄전 | 강릉탄전   | 정선-평창탄전 | 영월탄전 | 단양탄전 | 보은탄전 | 평남분지 | 두만분지 |
| ------------------------------ | ---------------------------- | ------------ | -------- | ---------- | ------------- | -------- | -------- | -------- | -------- | -------- |
| 중생대 삼첩기 201.3–252.17 Mya | 중세 237–247.2 Mya           | 아니시안     | 동고층   |            | 박지산층      |          | 동고층   |          | 태자원통 |          |
| 중생대 삼첩기 201.3–252.17 Mya | 전세 247.2–252.17 Mya        | 인두안       | 동고층   |            | 상원산층      |          | 동고층   |          | 태자원통 |          |
| 고생대 페름기 252.17–298.9 Mya | 로핑기아 252.17–259.8 Mya    |              |          |            |               |          |          |          | 고방산통 | 송상통   |
| 고생대 페름기 252.17–298.9 Mya | 과달루페 259.8–272.3 Mya     | 카피탄       | 고한층   | (언별리층) | 옥갑산층      |          | 고한층   |          | 고방산통 | 송상통   |
| 고생대 페름기 252.17–298.9 Mya | 과달루페 259.8–272.3 Mya     | 워디안       | 도사곡층 | 망덕산층   | 옥갑산층      |          | 도사곡층 |          | 고방산통 | 송상통   |
| 고생대 페름기 252.17–298.9 Mya | 과달루페 259.8–272.3 Mya     | 로디안       | 도사곡층 | 망덕산층   | 옥갑산층      |          | 도사곡층 |          | 고방산통 | 송상통   |
| 고생대 페름기 252.17–298.9 Mya | 시수랄리아 272.3–298.9 Mya   | 쿤쿠리안     | 함백산층 | 함백산층   | 옥갑산층      |          | 함백산층 | 함백산층 | 고방산통 | 계룡산통 |
| 고생대 페름기 252.17–298.9 Mya | 시수랄리아 272.3–298.9 Mya   | 아르틴스키안 | 장성층   | 장성층     | 장성층        | 미탄층   | 장성층   | 장성층   | 사동통   | 계룡산통 |
| 고생대 페름기 252.17–298.9 Mya | 시수랄리아 272.3–298.9 Mya   | 사크마리안   |          |            | 밤치층        | 밤치층   |          | 밤치층   | 사동통   | 암기통   |
| 고생대 페름기 252.17–298.9 Mya | 시수랄리아 272.3–298.9 Mya   | 아셀리안     |          |            | 밤치층        | 밤치층   |          | 밤치층   | 입석통   | 암기통   |
| 고생대 석탄기 252.17–298.9 Mya | 펜실베이니아 298.9–323.2 Mya | 모스크바     | 금천층   | 금천층     | 금천층        | 판교층   | 금천층   |          | 홍점통   |          |
| 고생대 석탄기 252.17–298.9 Mya | 펜실베이니아 298.9–323.2 Mya | 모스크바     | 만항층   | 만항층     | 만항층        | 요봉층   | 만항층   | 만항층   | 홍점통   |          |
| 고생대 석탄기 252.17–298.9 Mya | 펜실베이니아 298.9–323.2 Mya | 바시키르     | 만항층   |            | 만항층        | 요봉층   | 만항층   |          |          |          |

## 중생대화성암

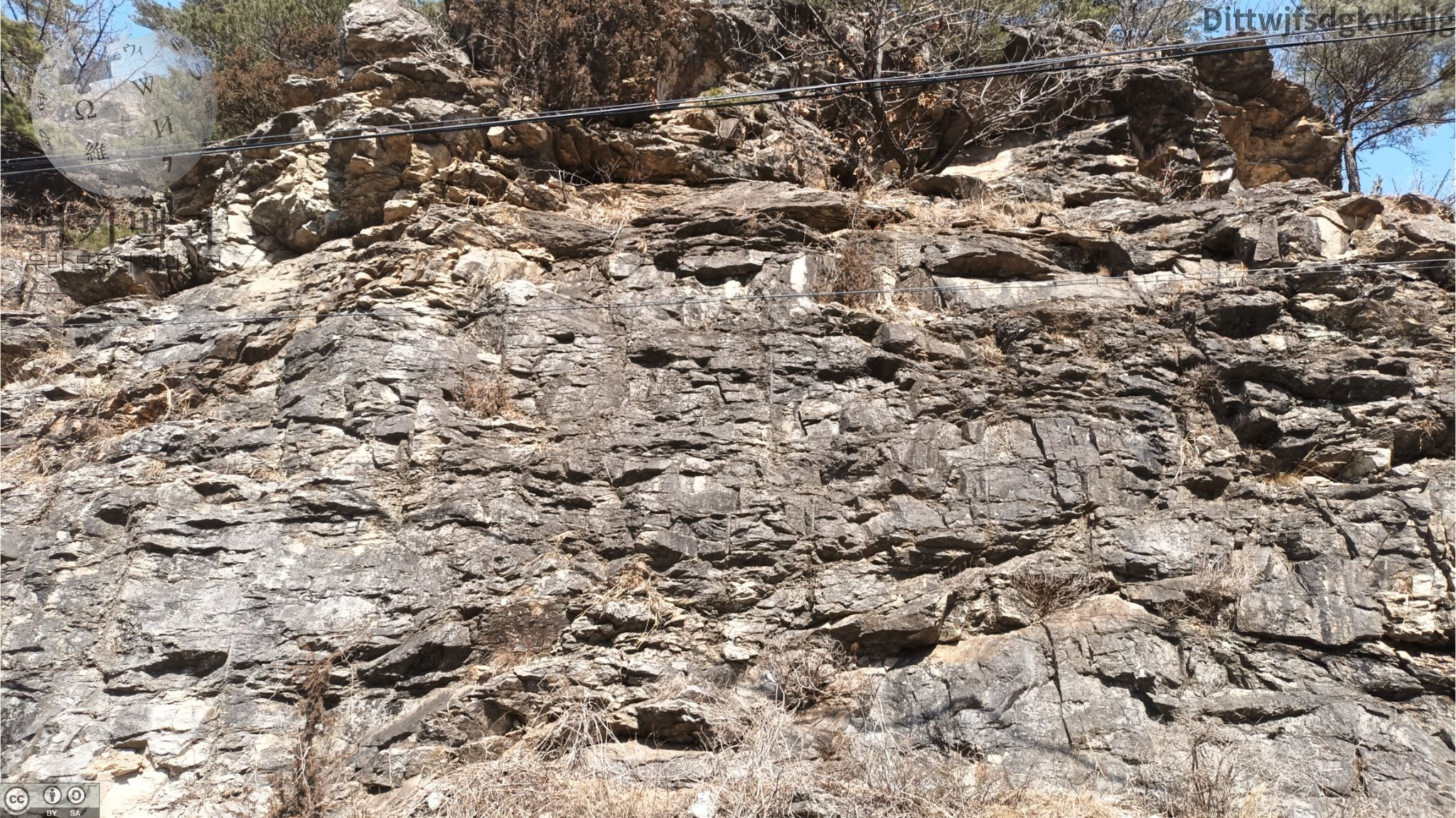
강릉시 옥계면 산계리의 편상화강암

강릉시의 화성암은 관입 순서에 따라서 남항진섬록암, 각섬암, 흑운모화강암, 대관령화강암, 강릉화강암, 반상흑운모화강암, 주문진화강암으로 구분된다. 이들 화강암류는 강릉시 중, 북부와 남서부에 넓게 분포한다.

### 남항진 섬록암
남항진 섬록암(TRndi)은 강릉시 중심부 시가지와 강릉시 남부 구정면에 동서 방향으로 길게 분포하는 중립질의 엽리상 섬록암이다. 남항진 섬록암은 강릉 화강암과 흑운모 화강암에 의해서 관입당하여 두 부분으로 나누어져 분포한다. 강릉시 남동쪽에 분포하는 암체는 강릉시 송정동, 남포동, 두산동, 남항진동 일대에 분포하며, 남쪽과 남서쪽에 분포하는 암체는 강릉저수지 부근의 산북리에서 시작하여 구정리 칠성저수지, 동막저수지, 덕현리, 상시동리로 이어진다. 강릉시 남쪽과 남서쪽에 분포하는 암체는 평안 누층군을 관입한다. 대부분 사장석, 각섬석, 흑운모 등의 광물로 구성된다. SHRIMP 저어콘 U-Pb 연대 측정 결과는 약 232.2±1.9 Ma 및 231.5±2.0 Ma (트라이아스기 중기 라디니안)이다.

### 흑운모 화강암
흑운모 화강암은 중립질의 전형적인 흑운모 화강암으로 강릉 화강암의 북쪽과 남쪽에 서로 떨어져 동북동-서남서 방향으로 분포한다. 남쪽의 암체는 강릉남대천 남쪽의 여찬리, 학산리, 박월동, 운산동, 월호평동 등에서 저지대를 형성하고 있는데, 이 지역은 남동쪽 산악 지대에서 나온 수계가 모여 강릉남대천으로 흐르는 지역으로, 강릉시에서 가장 넓은 경작지이며, 산악지역의 선상지 지역부터 해안 지역까지 넓은 평야지대를 형성한다. 풍화심도가 매우 깊으며, 특히 해발고도 약 80~90 m에서 흑운모 화강암 위에 고기하성층이 넓게 분포한다. SHRIMP 저어콘 U-Pb 연대 측정 결과는 176.3±1.2 Ma (쥐라기 전기 토아르시안)이다.

### 대광령 화강암

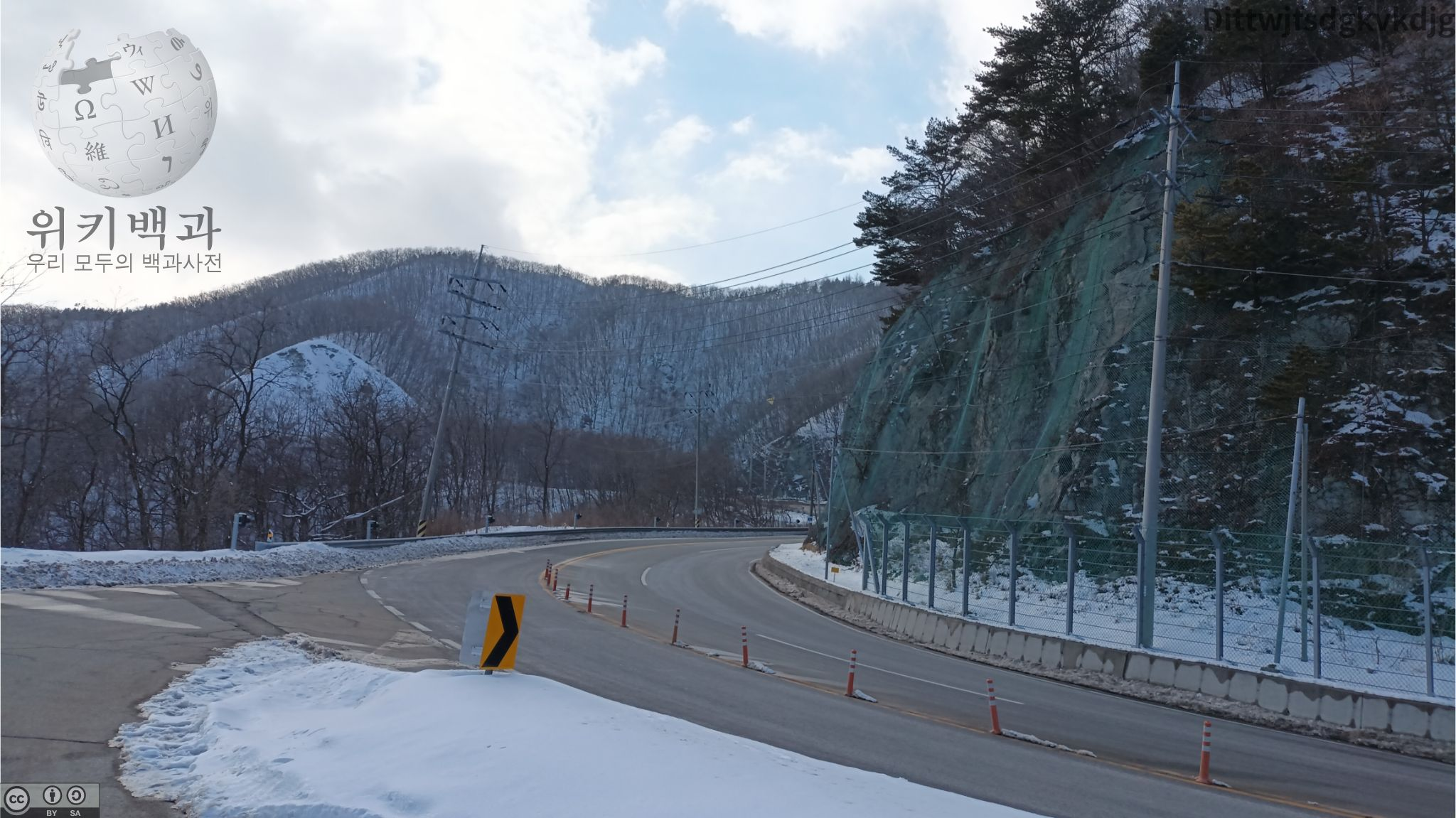
대관령 옛길과 그 옆에 드러난 화강암

대관령 화강암은 대관령과 능경봉을 중심으로 백두대간을 따라 분포하는 반정질 흑운모 화강암으로 북쪽으로는 강릉 화강암과 접하며, 동쪽으로는 평안 누층군과 접한다. 이 암석은 서쪽으로 대관령휴게소 부근까지 분포한다. 중·조립질의 흑운모 화강암이며 관입시기는 176.1±0.8 Ma (쥐라기 전기 토아르시안)으로 측정되었다.

### 강릉 화강암
강릉 화강암은 강릉에서 가장 넓게 분포하는 조립질 각섬석 화강암이다. 강릉 지역에서 정원석으로 많이 사용되고, 강릉 시내에서 흔하게 볼 수 있다. 강릉 화강암은 강릉 남대천과 강릉 시내를 중심으로 넓게 분포하며, 북쪽으로 사천진항까지, 서쪽으로는 백두대간의 새봉-선자령 부근까지 분포한다. 강릉화강암은 북쪽으로는 흑운모 화강암과 접하며, 남쪽으로는 흑운모 화강암 및 남항진 섬록암과 접하여 전체적으로 동북동 방향으로 길게 분포한다. SHRIMP zircon U-Pb 연대측정 결과는 약 174 Ma (쥐라기 중기 알레니안)이다. 강릉시 사천면 사천진리 2-102 사천진항 해수욕장 북쪽에 위치한 사천진 바위섬과 교문암은 화강암 풍화 지역으로 강릉 화강암에 수직, 수평 절리가 발달한 토르 지형이 관찰된다.

### 주문진 화강암
주문진 화강암은 강릉시 주문진읍과 사천면 일대에 분포하는 중·조립질의 복운모 화강암이다. 남부의 강릉화강암과 북부의 반상흑운모화강암 사이에 넓게 분포하며, 동해안에서 연곡천과 신리천을 따라서 서쪽의 오대산 국립공원 내로 연장된다. 석영, 사장석, 흑운모, 백운모 등으로 구성되며, 강릉시 내 타 화강암과 거의 동일 시기인 중기 쥬라기(약 172~176 Ma)에 관입하였다. 주문진읍 주문리 791-23에 위치한 소돌아들바위는 주문진 화강암에 해당하며 파도의 침식 작용에 의해 형성된 파식 지형을 관찰할 수 있다.

## 신생대해안 단구층

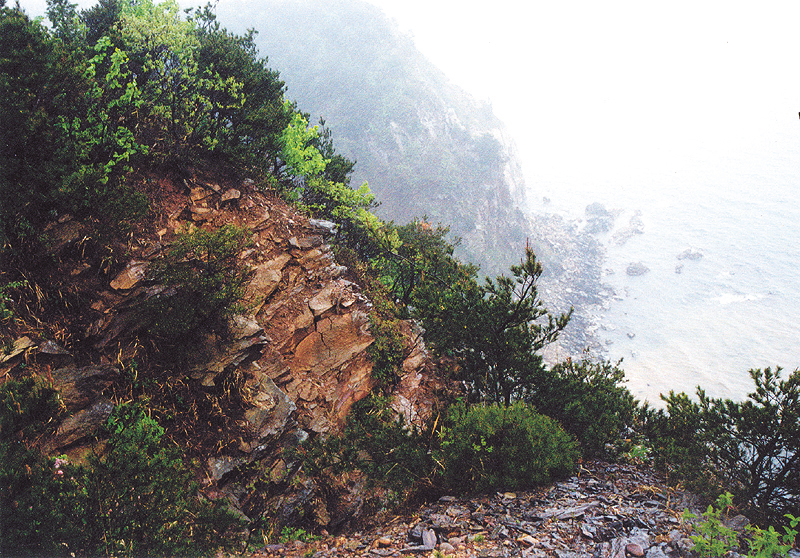
강릉 정동진 해안단구

강릉시 내에서 해안단구는 강릉시 강동면 안인진리에서부터 정동진을 거쳐 심곡리까지 해안에 접하여 잘 발달한다. 여러 층준의 해안단구가 인식된다고 보고되고 있으나, 가장 전형적이고 규모가 큰 것은 정동진 이남에 분포하는 것들이다. 특히 강동면 심곡항을 중심으로 남북으로 길게 분포하는 강릉 정동진 해안단구는 천연기념물 제437호로 지정되어 있다. 정동진 해안단구는 해발고도 75 m에서 85 m 사이에 위치하며, 대략 4 km의 길이와 1 km의 폭을 보인다. 정동진 지역의 해안단구층은 분급이 좋지 않고 원마도가 높은 사력들로 주로 구성되며, 정동진 해안단구의 북단에서 상부 평안 누층군과 단구층과의 경계를 볼 수 있다. 상부 평안누층군은 정동진 해안단구층의 기저를 이루고 있으며, 해안을 따라서 수직의 단구애를 형성하고 있다. 단구애를 형성하고 있는 상부 평안 누층군은 북동방향의 주향과 북서쪽으로 약 30° 경사하는 매우 일정한 방향성을 보여준다. 정동진에는 5개의 해안단구면이 나타나며, 적어도 다섯 차례 이상의 간빙기를 겪은 것으로 알려져 있다. 정동진 해안단구층의 형성시기는 제3기 말에서 제4기 초로 알려져 있다.

## 강릉탄전의 지질구조 (습곡과 단층)

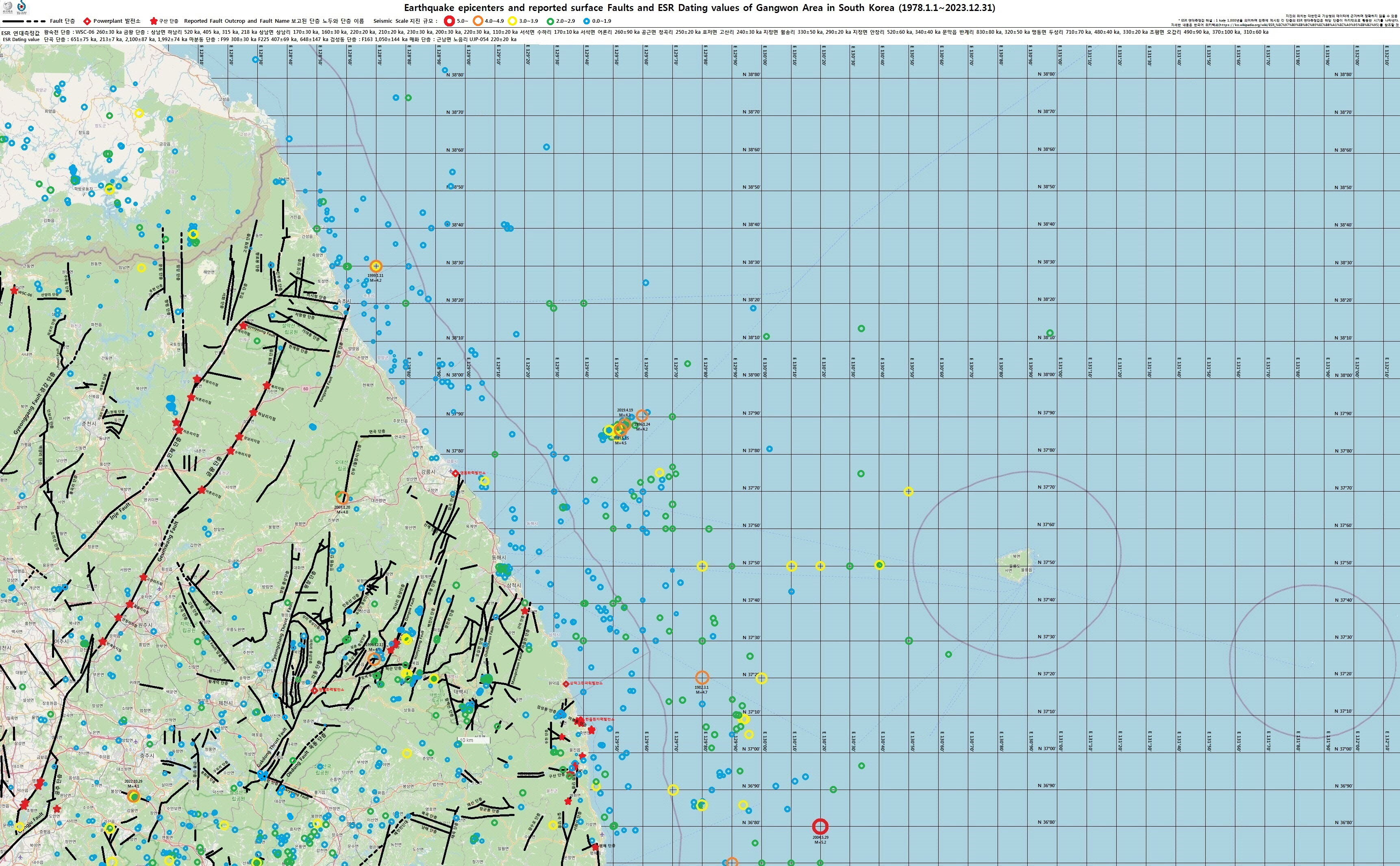
강원도의 지진과 단층 분포도

강릉 남동부의 강릉 탄전 지역에서는 고생대 후기의 평안 누층군 내에 엽리, 단층, 습곡 구조와 같이 형성 시기를 달리하는 수많은 지질 구조가 발달한다. 평안 누층군의 퇴적 이후, 이 지역 내에서 최소한 1회의 압쇄작용, 3회의 습곡작용, 3회의 단층운동이 확인된다.
김유홍 등(2012)은 강릉탄전 북부의 지질조사를 통해 6회의 변형작용을 설정하였다. 연구에 의하면, 첫번째는 광역적인 엽리면과 압쇄면을, 두번째는 북북서 방향의 습곡 구조와 파랑선구조 및 엽리면을, 세번째는 남-북 방향의 개방습곡을, 네번째는 북북동 방향의 역단층과 이에 수반된 습곡 구조를, 다섯번째는 북북동 주향의 정단층을, 여섯번째 변형작용은 북북동 방향의 우수향 주향 이동 단층을 형성하였다. 지질구조와 남항진 섬록암과 강릉 화강암과의 관계를 통해 첫번째부터 네번째 변형작용까지는 232 Ma (트라이아스기) 이후, 174 Ma (쥐라기) 이전에 일어난 것으로 추정되며, 첫번째와 두번째 변형작용은 남중국판과 북중국 강괴 충돌의 영향일 가능성이 높다. 그리고 임곡 단층은 백악기 이후에 형성된 것으로 생각된다.

## 강릉시의 습곡

### 강릉탄전 동부

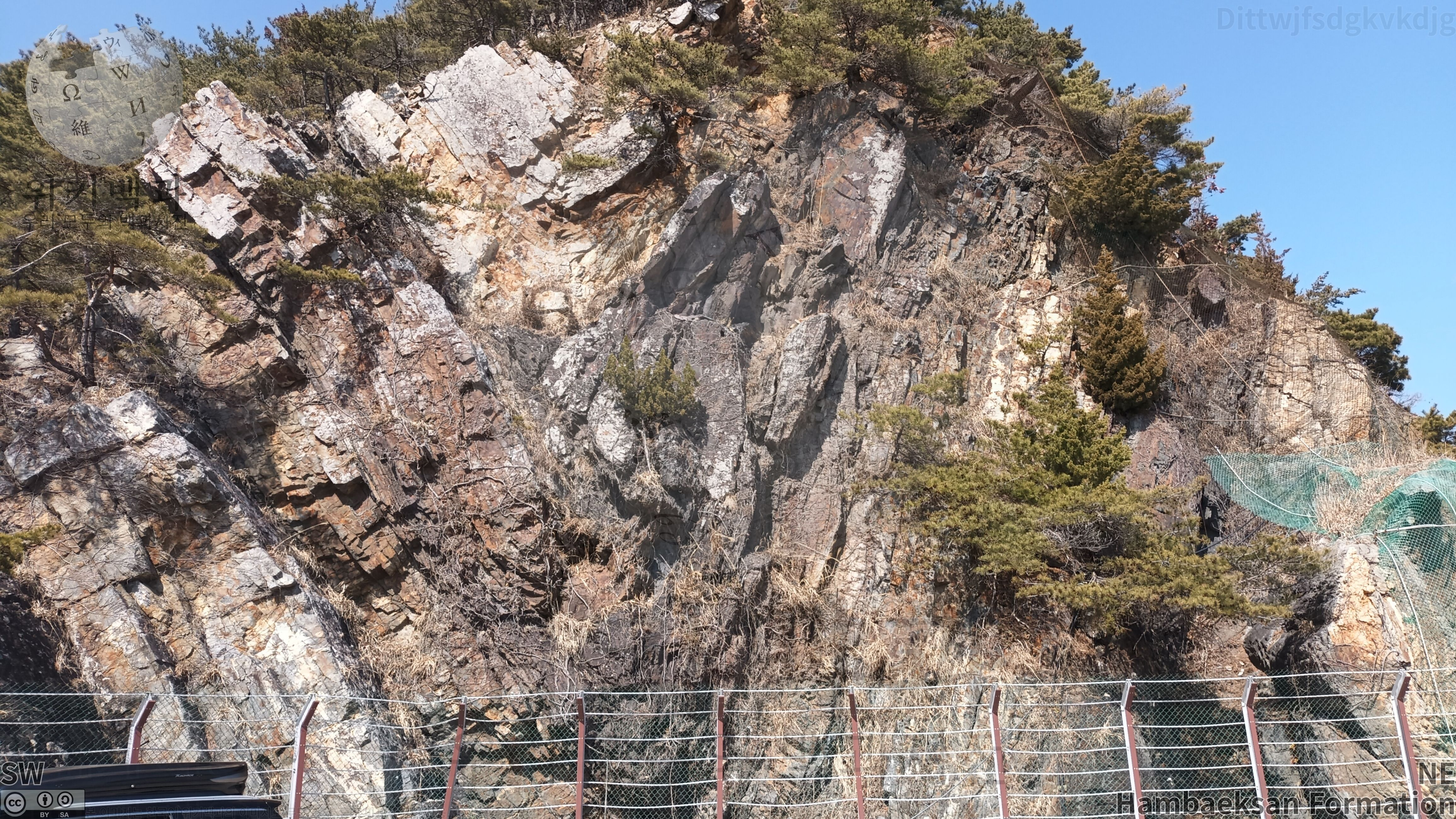
강릉시 강동면 금진리 해안에 드러난 향사 습곡의 모습이다.

손치무(1966)는 임곡 단층 동쪽에 해당하는 강릉탄전 동부 지역에서 남-북, 북동 10~70°, 북서 30°, 북서 65°방향의 습곡을 총 24개 보고하였다.
- 앙장산(仰獐山) 향사는 강동면 안인진리 대포동마을에서 모전리 가마덕이마을을 거쳐 모전리 앙장산에 걸쳐 발달하는 북동 30°의 축을 가진 향사 습곡이다. 이 향사는 서쪽으로는 마산 배사, 동쪽으로는 괘방산 향사와 접한다. 이 구조는 남쪽에서 북동 10°로 변하는데 이 부분은 임곡 향사로 명명되었으며 이 향사는 임곡에서 등사습곡이지만 남쪽으로 갈수록 등사습곡이다.
- 괘방산(掛屛山) 향사는 안인진리 대포동에서 괘방산(343.8 m)을 거쳐 동해1호터널이 지나는 화비령까지 남-북 방향으로 발달하는 향사 습곡이다. 이 지역에서는 손치무가 설정한 '정동층'이 분포한다. 본 향사의 남부에서는 북서 65°방향의 정동배사 및 향사가 교차한다. 모전리 대수원마을에서 정동진리 하슬라미술관 부근 괘일치(掛一峙)에 이르는 지역에서는 대수원배사와 교차하며 이 배사는 괘일치 부근에서 북서측으로 역전되어 있으며 두 습곡의 날개가 교차하는 부분에서는 정동층과 기마층의 지질경계가 매우 불규칙하다.  대수원마을과 화비령에는 북동 30°방향의 습곡도 발달해 있다.
- 마산(馬山) 배사는 앙장산 향사와 평행하게 북동 30°방향으로 발달하며 이 배사구조 내에 북동 10°주향의 복배사와 복향사 구조가 중첩되어 있다. 마산배사는 역전된 구조로 그 양쪽 날개가 임곡 단층에 의해 절단되어 있다. 임곡 단층 서측은 축면 경사가 45° 이하인 등사구조를 보이며 배사축에 따라서 기마층의 하부가 노출되어 있다. 임곡 단층 동측은 북동 10°방향의 습곡이 발달한다. 안인진리 남측에서는 두 개의 향사축이 한 개로 합쳐지는 현상도 관찰된다.
- 대수원(大水院) 배사는 전체적으로 남-북 방향의 축을 가지고 북쪽으로 침강하는 배사 습곡으로 서쪽은 임곡 향사와 접하고 동쪽은 괘일치 배사와 접하며 북동부는 괘방산 향사, 정동 향사 및 정동 배사와 접한다. 이 습곡은 전체적으로 하나의 큰 배사지만 내부에서 복배사구조를 이루고 있다. 화비령 남쪽에는 본 배사와 남-북 및 북서 65°방향의 습곡이 교차되어 홍점층과 임곡층 간의 경계가 불규칙해진다.
- 괘일치(掛一峙) 배사 및 향사는 남-북 방향으로 발달하며 북부에서 괘방산 향사 및 등명리 배사와 접하고 남부에서는 대수원 배사와 접한다. 대포동마을에서 괘일치까지는 단순하나 괘일치에서 아주 복잡해져 여러 조의 소규모 배사 및 향사로 변한다.
- 등명리(燈明里) 향사 및 배사는 괘일치 동부에 위치하며 대포동마을 동부에서 등명리에 걸쳐 북서 30°방향으로 발달한다. 등명리 향사는 절골(사동)에서 등명리까지 남쪽으로 점차 침강하고 사동 북쪽에서는 향사 양측의 배사와 함께 북쪽으로 침강한다.
- 정동진 배사, 정동진 남부향사 및 정동진 북부향사는 정동진리에서 화비령을 향해 북서 65°방향으로 발달한 습곡으로 정동진리 서부에서 북동 30°방향의 영동 습곡과 결합되어 지질구조가 대단히 복잡해진다.
- 분수골 향사 및 북부/남부배사는 정동진3리 분수골마을 일대에서 북서 65°방향으로 정동진 배사/향사와 평행하게 발달한다. 강릉광업소 제3구 제6갱에서의 관찰에 의하면 북서 65°방향의 등사습곡이 북동 30°방향의 습곡에 의해 재차 습곡된 것이 확인되었다.
- 금진리 배사는 금진리 돌적골[石蹟]마을에서 정동진리 동쪽을 향해 발달한 배사구조로서 대체로 서쪽으로 역전된 등사습곡이다.
- 심곡리 향사는 대략 남-북 내지 북동 10°방향의 향사 습곡으로 대체로 북서쪽으로 경사진 등사습곡이다.

### 도마리 배사
도마리 배사는 왕산면 도마리에 서북서-남동 방향으로 발달하며, 습곡 가운데에 조선 누층군 석병산층이, 그 양쪽에 평안 누층군 만항층이 분포한다. 도마리 배사는 등사 습곡의 구조를 보인다.

### 늘목재 배사
늘목재 배사는 매봉산(820.7 m) 부근, 구정면 구정리와 왕산면 도마리 사이에 위치한 고개 늘목재에서 성산면 산북리의 좌망두마을로 이어지는 연장 2.5 km, 북북서-남남동 방향의 축을 가진 배사 습곡이다. 이 습곡 구조에 의해 가운데에 암회색의 셰일과 사암인 중부 평안 누층군이, 그 양쪽에 유백색 사암인 상부 평안 누층군이 분포한다. 도마리 배사와 마찬가지로 등사 습곡이다. 성산면 산북리에서 남항진 섬록암에 관입당해 소멸된다.

### 칠성산 향사
칠성산 향사는 구정면 어단리 남쪽의 칠성산을 지나는 남-북 주향의 향사 습곡으로, 칠성저수지에서 석병산 부근까지 약 7 km 이어진다. 칠성산 향사는 강릉탄전의 평안 누층군의 분포에 영향을 주는 대규모의 습곡 구조로, 남-북 방향의 축을 경계로 평안 누층군 지층이 동측에서는 북북동 주향에 서북서 경사를 보이며, 서측에서는 북서 주향에 북동 경사를 보인다. 칠성산 향사 동측에는 임곡 단층을 따라 석병산층과 만항층이 길게 드러나 있어 칠성산 향사에 대응되는 배사 구조의 존재를 암시하였으나 조사 결과 뚜렷한 배사 구조가 확인되지는 않았다. 이는 후기의 변형작용이 겹치며 지층이 교란되었기 때문일 것이다.

## 강릉시의 단층

### 임곡 단층
임곡 단층은 강릉탄전 지역에서 약 20 km 이상 추적되는 단층이다. 단층의 주향은 북동 15°이며, 고각의 수직 단층이다. 강릉탄전 보고서에서 임곡 단층은 동측이 떨어진 수직단층으로 보고되었다. 임곡 단층에 따른 만항층의 겉보기 수평 변위량은 약 2.9 km에 이른다. 따라서 임곡단층은 동쪽 지괴가 떨어진 정단층 운동과 우수향 주향이동이 복합적으로 일어난 단층일 가능성이 높다. 임곡 단층 주변 강원도 일대의 중규모 지진 자료는 이 지역의 현생 최대응력방향이 약 북동 70°이며 주향 이동과 역단층 운동에 유리한 응력상태임을 보여준다. 임곡 단층에서 전단 운동이 발생하기에 적합한 자세는 주향 북동 45°/경사 수직으로, 임곡 단층이 운동하기에는 오차 범위 밖의 주향을 보여 현생 응력장에서 운동의 가능성이 낮은 것으로 분석되었다. 그러나 단층의 역학적 특성을 나타내는 마찰계수(μ)가 상당히 낮을 경우 임곡 단층은 현생 응력장 하에서도 운동 가능성이 있는 것으로 분석된다.

### 안인진리
강릉시 구정면 언별리와 강동면 안인진리에서는 중부 평안 누층군이 역단층에 의해서 여러 차례 반복된다. 언별리 단경골에서 망덕봉으로 올라가는 능선에서는 서쪽부터 언별리 스러스트 단층, 망덕봉 스러스트 단층 2개 단층에 의해서 상부 평안 누층군 내에 중부 평안 누층군이 두 번 반복된다. 임곡 단층 동편의 강동면 안인진리에는 서쪽부터 북북동-남남서 주향의 송촌 스러스트 단층, 허이대 스러스트 단층, 대포동 스러스트 단층 3개 단층에 의해서 중부 평안 누층군이 세 번 반복된다. 이중 대포동 스러스트 단층은 안인진리 해안가에서 강릉 화강암에 의해 절단되어 역단층 운동은 평안 누층군이 퇴적된 후 1억 7400만 년 전 이전에 일어난 것으로 추정된다.

### 연곡 단층
오대산 부근의 연곡면에는 진부 (월정사) 단층과 연곡 단층이 존재한다. 연곡 단층은 연곡면의 연곡천을 따라 발달하는 동-서 주향의 단층으로 중생대 쥐라기의 화강암을 절단한다.

### 장적 단층
장적 단층(蔵跡 斷層, XII)은 강동면 언별리의 망덕봉에서 정선군 임계면 임계리까지 이어지는 북북동 주향의 단층이다. 중간에 산계 단층에 의해 변위된다.

### 산계 단층
산계 단층(山溪 斷層, XXIV)은 옥계면 산계리에서 선목재(945.7 m)를 지나 왕산면 목계리로 이어지는 북서 55°주향의 정단층이다.

## 강릉시의 지하자원과 광상

### 옥계 금광산
옥계 금광산은 강릉시 옥계면 산계리의 조선 누층군 풍촌 석회암층 내에 발달한 북동 방향의 단층파쇄대를 충진한 함금(含金) 열수 광상이다. 이곳의 광맥은 2개의 본맥과 주변의 소규모 암맥으로 구성된 함금 석영맥으로 구성된다. 석영맥에서는 금과 은을 함유한 호박금(electrum), 황철석, 유비철석, 자류철석, 섬아연석, 황동석, 방연석 등이 주로 산출되며 농홍은석(濃紅銀石) 등의 황염광물도 극소량 수반된다. 시료 분석 결과 금 함량은 7.45~70.10 ppm, 은 함량은 58~354 ppm이다.

## 같이 보기
- 한국의 지질
- 조선 누층군
- 평안 누층군
- 경기 지괴/경기 육괴
- 강릉시